# Gouverneurswahlen in den Vereinigten Staaten 1987

In Kentucky, Mississippi und Louisiana stellten die Demokraten auch weiterhin die Gouverneure.

Die Gouverneurswahlen in den Vereinigten Staaten 1987 fanden zwischen dem 24. Oktober und dem 3. November 1987 statt. Gewählt wurde in den Bundesstaaten Kentucky, Louisiana und Mississippi. In allen drei Fällen setzten sich wie vier Jahre zuvor die Kandidaten der Demokratischen Partei durch.
Von den drei Amtsinhabern strebte lediglich Edwin Edwards in Louisiana die Wiederwahl an. Nach einer schwierigen Amtszeit, während der er mit einer Anklage durch einen Bundesstaatsanwalt und problematischen Staatsfinanzen zu kämpfen hatte, war seine Popularität jedoch stark gesunken. Bei der Jungle Primary, der Vorwahl, bei der mehrere Vertreter einer Partei kandidieren können, hatte er es dann auch nicht nur mit dem republikanischen Kongressabgeordneten Bob Livingston zu tun, sondern mit gleich vier starken innerparteilichen Rivalen: den Kongressabgeordneten Buddy Roemer und Billy Tauzin, dem Secretary of State Jim Brown sowie Speedy O. Long, Ex-Kongressmitglied und Cousin von Huey Long.
Trotzdem galt es als sicher, dass Edwards angesichts seiner Reputation zumindest die Stichwahl erreichen würde; es stellte sich nur die Frage, wer dort sein Gegner sein würde. Er selbst hoffte auf Livingston, zumal in Louisiana seit der Reconstruction erst ein Republikaner zum Gouverneur gewählt worden war. Letztlich lief es aber auf Buddy Roemer heraus, der bei einer Podiumsdiskussion erklärt hatte, er würde bei einer Stichwahl jeden Kandidaten außer Edwards unterstützen. Populär wurde sein ebenfalls bei dieser Gelegenheit geäußerter Slogan „We've got to slay the dragon“ („Wir müssen den Drachen erlegen“).
Roemer belegte bei der Jungle Primary mit 33,2 Prozent den ersten Platz, gefolgt von Edwards (27,9), Livingston (18,5), Tauzin (9,9) und Brown (8,9). Somit wäre es zur Stichwahl zwischen Roemer und Edwards gekommen, doch der Gouverneur verzichtete darauf, womit Roemer automatisch die Wahl gewann. Dies wurde als politischer Schachzug von Edwards gesehen, da er so den zu erwartenden deutlichen Sieg für Roemer verhinderte. Dieser wechselte während der folgenden Amtsperiode seine Parteizugehörigkeit und wurde Republikaner.
Weitaus weniger spektakulär verlief die Wahl in Mississippi. Dort hatte der vier Jahre zuvor siegreiche William Allain eine Verfassungsänderung initiiert, wonach es einem Gouverneur nun möglich war, zwei Amtszeiten zu absolvieren. Er selbst machte davon aber keinen Gebrauch, sodass an seiner Stelle Ray Mabus, der State Auditor von Mississippi, für die Demokraten kandidierte und mit 53,4 Prozent der Stimmen den Sieg errang. Sein Gegner, der Republikaner Jack Reed, erzielte mit einem Anteil von 46,6 Prozent einen Achtungserfolg in dem seit 1876 durchgängig von Demokraten regierten Staat.
In Kentucky schied Martha Layne Collins nach vier Jahren verfassungsgemäß aus dem Amt. Um die demokratische Nominierung bewarben sich ihr Vorgänger John Brown, mit Julian Carroll ein weiterer Ex-Gouverneur und Vizegouverneur Steve Beshear sowie als unbekannter Außenseiter Wallace G. Wilkinson, ein politisch unerfahrener Geschäftsmann. Völlig überraschend machte Wilkinson, der vom populären Alt-Gouverneur Happy Chandler unterstützt wurde, das Rennen und gewann dann auch die eigentliche Wahl mit großem Vorsprung. Er kam auf 64,5 Prozent der Stimmen, der Republikaner John R. Harper lediglich auf 34,9 Prozent.